# Ibtissem Trimèche
Ibtissem Trimèche (sinh ngày 2 tháng 3 năm 1982) là một tay chèo người Tunisia. Cô đã tham gia Thế vận hội Mùa hè 2000 và Thế vận hội Mùa hè 2004.